# Polizeiverband
Ein Polizeiverband (Polizeilicher Verband) ist eine Einheit der Polizeien.

## Deutschland
In Deutschland handelt es sich bei den Polizeien auf Bundesebene um die Bundespolizei, die Polizei beim Deutschen Bundestag und das Bundeskriminalamt. Auf Länderebene bestehen Landespolizeibehörden, Landeskriminalämter und weitere Behörden, zum Beispiel für die Aus- und Fortbildung, für die Verwaltung (Polizeiverwaltungsämter) und Forschungsinstitute.
Die größten Verbände sind die Landespolizei und die Bereitschaftspolizei. An dritter Stelle folgen die Landeskriminalämter.

### Landespolizei
In jedem deutschen Land besteht jeweils eine Landespolizei, da nach dem Grundgesetz das Polizeiwesen Ländersache ist.

### Bereitschaftspolizei
In jedem deutschen Land bestehen auch Verbände der Bereitschaftspolizei (BePo). Die genaue Stärke ist in einem Verwaltungsabkommen der Länder mit dem Bund festgelegt. Die größte BePo in Deutschland ist die Bayerische Bereitschaftspolizei.
Die Bereitschaftspolizei stellt an sich einen Großverband mit zum Teil mehreren Tausend Angehörigen dar. Jede Bereitschaftspolizei ist in Abteilungen (ca. 400–600 Mann), Hundertschaften (ca. 80 bis 120 Mann), Züge, Gruppen (ca. 10 Mann), Halbgruppen (ca. 5 Mann) und Trupps unterteilt.
Eine Hundertschaft ist eine geschlossene Einheit der Polizei in der Stärke von mindestens 80 Polizeivollzugsbeamten. Eine Hundertschaft hat mehrere Züge. Jeder Zug hat in der Regel je vier Gruppen, eine Gruppe bestehend aus etwa 10 Mann.
Eine Hundertschaft wird von einem Hundertschaftsführer geleitet, der Angehöriger des gehobenen Dienstes ist. 
Den meisten Bereitschaftspolizeien ist die Hubschrauberstaffel angegliedert.
Auf Bundesebene koordiniert der Inspekteur der Bereitschaftspolizeien der Länder die Tätigkeit der 16 Bereitschaftspolizeien.

## Österreich
In ganz Österreich ist der Wachkörper Bundespolizei für die Besorgung des Exekutivdienstes zuständig. In einigen Gemeinden und Städten bestehen noch zusätzliche Gemeinde- oder Stadtpolizeien.
- Bundeskriminalamt (Österreich)